# Carbonato de magnesio
El carbonato de magnesio es un compuesto químico de fórmula MgCO3. Este sólido blanco existe en la naturaleza como mineral. Existen también varias formas hidratadas y básicas del carbonato de magnesio como minerales. Adicionalmente, el MgCO3 tiene varias aplicaciones y usos.

## Propiedades

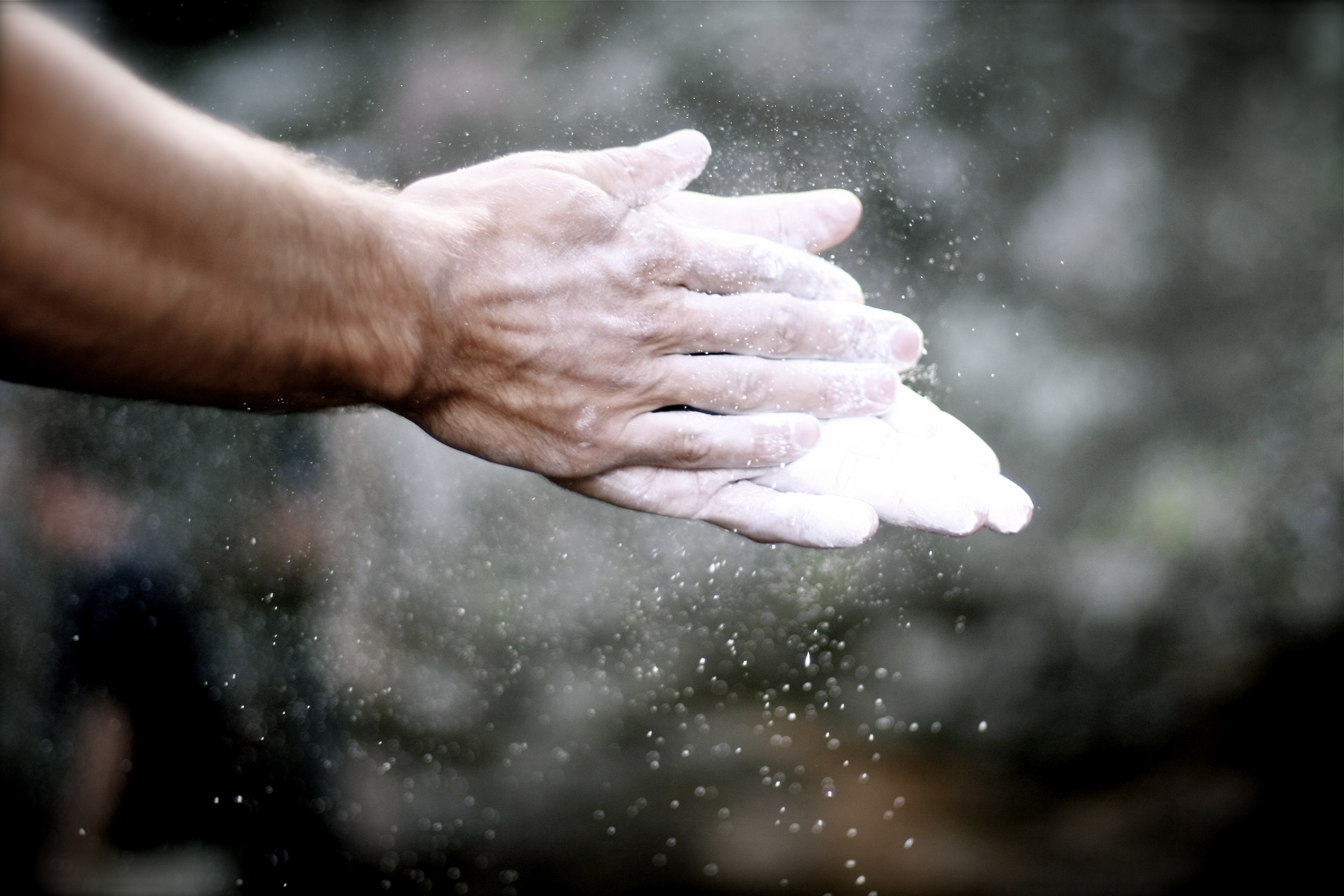
Preparación de las manos con magnesio

Las formas más comunes de carbonato de magnesio son la sal anhidra llamada magnesita (MgCO3) y el di, tri y penta hidratos conocidos como barringtonita (MgCO3·2H2O), nesquehonita (MgCO3·3H2O), y lansfordita (MgCO3·5H2O), respectivamente. Algunas formas básicas como la artinita (MgCO3·Mg(OH)2·3H2O), hidromagnestita (4MgCO3·Mg(OH)2·4H2O), y dipingita (4MgCO3· Mg(OH)2·5H2O) también existen como minerales. La magnesita está compuesta por cristales trigonales blancos. La sal anhidra es prácticamente insoluble en agua, acetona, y amoníaco. Todas las demás formas de carbonato de magnesio se disuelven en ácidos. El carbonato de magnesio cristaliza en la estructura de calcita donde el Mg2+ está rodeado por seis átomos de oxígeno. El dihidrato tiene una estructura triclínica, mientras el trihidrato tiene una estructura monoclínica. El pentahidrato es un sólido cristalino blanco con cristales monoclínicos.

## Reacciones
A pesar de que el carbonato de magnesio es obtenido normalmente por explotación minera del mineral magnesita, la sal trihidratada, MgCO3·3H2O, puede ser preparada mezclando soluciones de magnesio e iones de carbonato en atmósfera de dióxido de carbono.
El carbonato de magnesio también puede ser sintetizado exponiendo hidróxido de magnesio a dióxido de carbono bajo presión de 3,5 a 5 atm y a 50 °C, lo cual produce bicarbonato de magnesio soluble:
Mg(OH)2 + 2CO2 → Mg(HCO3)2
Luego del filtrado de la solución, este es secado al vacío para producir carbonato de magnesio en la forma de sal hidratada:
Mg2+ + 2HCO3- → MgCO3 + CO2 + H2O
Cuando es disuelto con ácido, el carbonato de magnesio se descompone liberando dióxido de carbono:
MgCO3 + 2HCl → MgCl2 + CO2 + H2O
MgCO3 + H2SO4 → MgSO4 + CO2 + H2O
A altas temperaturas el MgCO3 se descompone en óxido de magnesio y dióxido de carbono. Este proceso es llamado calcinación:
MgCO3 → MgO + CO2

## Usos
Los minerales de magnesita y dolomita son utilizados para producir magnesio y ladrillos refractarios básicos. El MgCO3 es también utilizado en compuestos a prueba de fuego y extintores, cosméticos y dentífricos. Otras aplicaciones son de material de relleno, supresor de humo en plásticos, agente reforzante en goma de neopreno, como agente de secado, laxante y para retener el color en las comidas. Adicionalmente, el carbonato de magnesio de alta pureza es utilizado como antiácido y como aditivo para la sal de mesa, para que escurra mejor.
En 1911 MgCO3 fue agregado por primera vez a la sal para hacerla más escurridiza.
El carbonato de magnesio, conocido más comúnmente como tiza es utilizado para secar las manos en escalada, gimnasia, lanzamiento de bala, levantamiento de potencia y halterofilia.